# Dmitri Wladimirowitsch Samarin
Dmitri Wladimirowitsch Samarin (russisch Дмитрий Владимирович Самарин; * 4. Oktober 1984 in Elektrostal, Russische SFSR) ist ein russischer Eishockeyspieler, der seit 2011 bei Titan Klin in der Wysschaja Hockey-Liga unter Vertrag steht.

## Karriere
Dmitri Samarin begann seine Karriere als Eishockeyspieler in seiner Heimatstadt in der Nachwuchsabteilung von Kristall Elektrostal (bis 2003 Elemasch Elektrostal), für dessen Profimannschaft er von 2002 bis 2007 in der Wysschaja Liga, der zweiten russischen Spielklasse, aktiv war, wobei er in der Saison 2006/07 auch in drei Spielen für Chimik Moskowskaja Oblast in der Superliga auflief. Für die Saison 2007/08 unterschrieb der Verteidiger bei Chimiks Ligarivalen Amur Chabarowsk. Anschließend kehrte er nach Elektrostal in die zweite Liga zurück, bevor er im Laufe der Saison 2008/09 von Chimik Woskressensk aus der neu gegründeten Kontinentalen Hockey-Liga verpflichtet wurde. Nachdem die Mannschaft aufgrund finanzieller Probleme aus der Liga ausgeschlossen wurde, unterschrieb Samarin für die Saison 2009/10 bei seinem Ex-Club Amur Chabarowsk, der 2008 ebenfalls in die KHL aufgenommen worden war.
Die Saison 2010/11 verbrachte Samarin bei Krylja Sowetow Moskau in der neuen zweiten russischen Spielklasse, der Wysschaja Hockey-Liga. Zur folgenden Spielzeit wechselte er innerhalb der Liga zu Titan Klin.

## KHL-Statistik
(Stand: Ende der Saison 2010/11)